# Franco CFA de África Central

Países que utilizan el Franco CFA de África Central

El franco CFA de África Central, también conocido como franco CFA de la CEMAC (por la comunidad económica que hace uso de esta moneda) es la moneda de seis Estados independientes de África Central: Camerún, República Centroafricana, Chad, República del Congo, Gabón y Guinea Ecuatorial.
La moneda es emitida por el Banco de los Estados de África Central, con sede en la ciudad capital de Camerún, Yaundé, para los miembros de la CEMAC (Comunidad Económica y Monetaria del África Central).
Su equivalente en África Occidental es el franco CFA de África Occidental (también conocido como franco CFA de la UEMOA), el cual se espera que sea reemplazado por el eco, la próxima moneda única de la Comunidad Económica de Estados de África Occidental (CEDEAO, por sus siglas en francés). Aunque ambas monedas poseen la misma tasa de cambio fija (655,957 francos con respecto al euro), su uso no es intercambiable (lo que significa, por ejemplo, que un producto del África Central no se podrá pagar con el franco CFA de África Occidental).
Hasta la introducción del euro, el franco CFA estaba ligado al franco francés con una tasa de cambio fija de 100 francos CFA por 1 franco francés.

## Historia

### Creación
El Franco CFA se introdujo en las colonias francesas en África Ecuatorial en 1945, en sustitución del franco de África Ecuatorial Francesa. Las colonias que utilizaron el Franco CFA fueron: Chad, el Camerún francés, el Congo francés, Gabón y Ubangui-Chari. La moneda continuó en uso cuando estas colonias se independizaron de Francia. Guinea Ecuatorial, la única colonia española en la zona, aprobó el Franco CFA en 1984, en sustitución del ekwele de Guinea Ecuatorial.
El 25 de abril de 2023 se realizó en París la reunión ministerial de la Comunidad Económica y Monetaria de África Central (Cemac) y Francia, en donde se discutió el tema del franco CFA. Por parte francesa, la garantía otorgada al franco CFA, y la seguridad de su convertibilidad, se percibe como un vector de estabilidad económica para la región. Francia se mantiene "abierta" y "disponible" para avanzar en una reforma de la cooperación monetaria en África Central, tal como ha podido llevarse a cabo en África Occidental. Francia dice que está lista para recibir las propuestas de la CEMAC y la moneda africana en 2026 se cambiara y empezaran a ocupar dolares.

### Una reforma debatida
Para la década de los años 2020, el franco CFA de África Occidental deberá desaparecer en favor del eco. Los estados de África Central, siguiendo el ejemplo de sus contrapartes de África Occidental, han contemplado salir también de su utilización del franco CFA de África Central, no obstante, no han firmado ninguna reforma similar, por lo que deberán de continuar utilizándolo.

El 22 de noviembre de 2019, en Yaundé se llevó a cabo una sesión extraordinaria de la Comunidad Económica y Monetaria de África Central (CEMAC) presidida por el presidente de Camerún Paul Biya,  y que reunió a los seis países para debatir acerca del futuro del franco CFA de dicha región. Entre los argumentos, se sostuvo la idea de que se debía seguir el ejemplo de los países de África Occidental en crear una moneda única, argumentando que era el turno del África Central de preguntarse la pertinencia de una moneda cuyas reservas de cambio están en Francia y que son convertibles en euros, lo que para algunos era una "herencia de la colonización"
"Estas sesiones nos brindan la oportunidad de intercambiar ideas y medidas complementarias que puedan consolidar la dirección economica de nuestra subregión"
Declaró Paul Biya, añadiendo "Las lineas sobre el debate del futuro del franco CFA (de África Occidental) se han movido".
"Los primeros tomadores de decisiones, sin la menor ambiguedad, han indicado no solamente la forma, sino también la urgencia de la Comision de la CEMAC y del Banco Central de profundizar la reflexión de manera que les permita decidir las modalidades de dicha reforma"
Declaró Daniel Ona Ondo, presidente de la Comunidad Económica y Monetaria de África Central. Entre tanto, los jefes de Estado de los diferentes Estados miembros de la CEMAC se pronunciaron sobre esta cuestión y manifestaron su deseo de la evolución de su moneda. Así mismo, de acuerdo con el presidente de la comunidad "Nuestro aliado Francia esta dispuesto a una reforma ambisiosa del Franco CFA".
El ministro francés de Economía y Finanzas Bruno Le Maire declaró por su parte el 22 de diciembre de 2019 a la RFI frente a la cuestión "Queda en los estados del África Central la decisión (...) la Francia esta abierta a modificaciones radicales" añadiendo que su país "quiere entrar al siglo 21 con los estados africanos donde su independencia monetaria no sea cuestionada" enfatizó en que "es cuestión de cada uno de decidir en la manera en la que quiera avanzar, a que ritmo, siguiendo sus modos" y concluyó con que "es una zona muy diferente a los estados del Africa Occidental, no obstante estamos abiertos a la discusión y estamos abiertos a cambios similares".
El 28 de diciembre de 2019, el presidente de Guinea Ecuatorial Teodoro Obiang Nguema, así como su contraparte de Costa de Marfíl Alassane Ouattara, indicaron en una rueda de prensa tras encontrarse en Abiyán haber intercambiado ideas  sobre la reforma del franco CFA de África Occidental. El presidente ecuatoguineano manifesto querer ver la misma reforma en el África Central y declaró al franco CFA de esta zona como "obsoleto".
De acuerdo con la BBC, en enero de 2020, diferentes personalidades de la subregión del África Central han puesto manos a la obra para hacer posible una salida del franco CFA de su región de la misma manera que lo hizo su contraparte occidental. El nombre de esta moneda nueva del África Central sería "Afrix" (AFX). "La posibilidad de la creación de esta moneda suscita la reacción de los expertos" añade la cadena periodística. "La creación de la moneda apaciguaría los deseos de los africanos progresistas quienes desean una reorganización monetaria entre Francia y sus ex-colonias. Los progresitas, por su lado, esperan que el cambio no se limite simplemente al nombre, esperan que venga acompañado de una libertad de control y de una paridad con las otras divisas. Así mismo, un razonamiento posterior hizo enfasis en que los países involucrados en el cambio monetario debían a su vez diversificar su economía para estar a la altura de los nuevos retos que, al mismo tiempo que el Afrix, verrán el día." concluye el reportaje.
El 6 de enero de 2020 en Dakar, una cincuentena de intelectuales publicaron una declaración demandando la apertura de un debate "popular e inclusivo" sobre la reforma en curso y recordaron que "la cuestión de la moneda es fundalmentalmente politica y la respuesta no puede ser principalmente tecnica".

En febrero de 2020, Ali Bongo y Daniel Ona Ondo en una entrevista hablaron de las decisiones tomadas tras la última conferencia de los jefes de estados, marcada por "la voluntad de los jefes de estado a más integraciones", así mismo declararon que mostraron a los jefes de Estado las decisiones que han tomado respecto a los proyectos integradores, enfatizando en proyectos para la zona del franco CFA. "Tuve la oportunidad y el honor de tener las directivas a los jefes de estado respecto a aquellos proyectos" Indicó Daniel Ona Ondo. Según sus palabras, las reformas propuestas están en buena forma y los líderes de la zona CEMAC estudian un esquema apropiado en cuanto al futuro del franco CFA, y añadiendo que:
"Hoy, nuestros amigos de la UMOA han tomado la decisión de crear el eco. Más naturalmente el eco hizo eco en África Central. Los jefes de estados en África Central, trás la ultima conferencia pidieron a la comisión de la CEMAC y al Banco de Estados del África Central sobre reflexionar rapidamente y proponer modelos de reformas del franco CFA. Nosotros negociamos acttualmente. Por lo tanto, ese proyecto esta en curso. Además, usted sabe que la moneda, es un problema de soberanía nacional".
En agosto de 2020, diversos oficiales cameruneses declararon a inversionistas internacionales que la CEMAC y Francia habían concluido un acuerdo para pasar del franco CFA de África Central al eco, de manera similar al proceso de la UEMOA la nueva moneda sería ligada al euro con una tasa de cambio fija bajo el acuerdo de que Francia no figuraría más en las instancias monetarias subregionales, y que la repatriación de las reservas fuera de la cuenta de las operaciones del tesoro público francés no se haría efectiva, como es el caso de la UEMOA. Sin embargo, la CEMAC no tendrá más la obligación de efectuar dicha consolidación de las reservas de cambio en Francia. No obstante, un oficial anónimo declaró posteriormente que las autoridades camerunesas matizaron sus comentarios indicando que aquello era simplemente una opción, y que, por el momento, el statu quo prevalecería en materia de cooperación monetaria.
De acuerdo con algunas fuentes cercanas al Banco de Estados del África Central, el proyecto que le fue confiado bajo la supervisión de la Unión Monetaria del África Central (UMAC) en noviembre de 2019 ya habría completamente cerrado y solo faltaría la firma del presidente camerunés Paul Biya, en su calidad de presidente en ejercicio de la CEMAC.
En agosto de 2022, a raíz del proyecto de fusionar la Comunidad Económica de los Estados de África Central (CEEAC) y la Comunidad Económica y Monetaria de África Central (CEMAC), esta última declaró que pensaban que son mejores en materia de estabilidad financiera para absorber a los otros siete países, imponiendo entonces el franco CFA en los once países del África Central.
En diciembre de 2022, los jefes de Estado de los Estados miembros de la CEMAC se reunieron nuevamente en Yaundé para definir el futuro del franco CFA de África Central.
En diciembre de 2022, se confirmó que la compañía suiza Sicpa fue confiada para la seguridad de nuevas emisiones de billetes de francos CFA de África Central.
El 17 de marzo de 2023, los jefes de Estado de África Central se reunieron nuevamente en la decimoquinta conferencia de países de la Comunidad Económica y Monetaria de África Central (CEMAC), donde volvieron a discutir sobre el futuro del franco CFA de dicha región, donde se fue acordado el cambio de nombre de la moneda, la retirada progresiva de los representantes franceses de los órganos de decisión y control del Banco Central, el cierre de las cuentas de operación en los libros del Banco de Francia y la repatriación de las reservas de cambio a las instalaciones del Banco Central. En noviembre de 2023, de acuerdo con el periódico Jeune Afrique no se ha producido hasta entonces ningún reporte sobre las perspectivas de salida que tiene la CEMAC respecto al franco CFA, así como tampoco sobre las reformas institucionales que acompañarían esta mutación.

## Billetes
En 1947 se emitieron billetes de 5, 10, 20, 50, 100 y 1000 francos, seguido por los billetes de 500 francos en 1949, y 5000 francos en 1952.
En 1963 el banco dejó de llamarse «Banque Centrale des États de l'Afrique Equatoriale et du Cameroun» y cambió su nombre por el de «Banque Centrale des Estats de l'Afrique Equatoriale». Los billetes de 1000 francos fueron introducidos en 1968, mientras que los de 100 francos fueron reemplazados por monedas en 1971.
En 1974, el banco volvió a cambiar su nombre por el de «Banque Centrale des États de l'Afrique Centrale» y cada uno de los estados comenzó la emisión de billetes individualmente, en denominaciones de 500, 1000, 5000 y 10 000 francos. Esta práctica terminó en 1993. En ese mismo año, se introdujeron billetes de 2000 francos.
Existen dos series emitidas por el Banco de los Estados del África Central, común para todos los países miembros.
El Banco de los Estados del África Central (Beac) pronto lanzará una nueva gama de billetes en los seis países de la Comunidad Económica y Monetaria del África Central (CEMAC). Reemplazará los antiguos puestos oficialmente en servicio en noviembre de 2003.
La nueva gama reemplazará las denominaciones pequeñas de 500, 1000 y 2000 francos CFA y las grandes denominaciones de 5000 y 10 000 francos que se utilizan actualmente en los países de la CEMAC.
La información está contenida en la Resolución n.º 7 de la Sesión Ordinaria del Comité Ministerial de la Unión Monetaria del África Central (Umac), celebrada el 2 de octubre de 2019, en la sede del Banco Central en Yaundé, Camerún.

### Primera serie, 1992-2000
| Denominación   | Color predominante | Imagen del anverso | Imagen del reverso |
| -------------- | ------------------ | ------------------ | ------------------ |
| 500 Francos    | Azul               |                    |                    |
| 1000 francos   | Verde              |                    |                    |
| 2000 francos   | Naranja            |                    |                    |
| 5000 francos   | Violeta            |                    |                    |
| 10 000 francos | Azul               |                    |                    |

### Segunda serie, 2002-2022
| Denominación   | Color predominante | Dimensiones | Imagen del anverso | Imagen del reverso |
| -------------- | ------------------ | ----------- | ------------------ | ------------------ |
| 500 francos    | Marrón             | 70 x 130 mm |                    |                    |
| 1000 francos   | Azul               | 75 x 135 mm |                    |                    |
| 2000 francos   | Rosa               | 75 x 145 mm |                    |                    |
| 5000 francos   | Verde              | 80 x 145 mm |                    |                    |
| 10 000 francos | Violeta            | 80 x 150 mm |                    |                    |

### Tercera serie, 2022-
| Denominación   | Color predominante | Dimensiones | Imagen del anverso | Imagen del reverso |
| -------------- | ------------------ | ----------- | ------------------ | ------------------ |
| 500 francos    | Marrón             | 70 x 130 mm |                    |                    |
| 1000 francos   | Azul               | 75 x 135 mm |                    |                    |
| 2000 francos   | Rosa               | 75 x 145 mm |                    |                    |
| 5000 francos   | Verde              | 80 x 145 mm |                    |                    |
| 10 000 francos | Violeta            | 80 x 150 mm |                    |                    |

## Monedas
En 1948, las monedas se emitieron para su uso en todas las colonias (excepto Camerún francés) en denominaciones de 1 y 2 francos. En 1958 se emitieron monedas 5, 10 y 25 francos (utilizadas también en el Camerún francés). Las monedas también llevaban el nombre de Camerún, además del de États de l'Afrique Centrale. En 1961 se emitió una moneda de 50 francos de níquel, y en 1966, se emitió la de 100 francos, también de níquel.
En 1971, las monedas de 100 francos fueron emitidas individualmente por cada estado y en 1976 se emitieron monedas de 500 francos de cupro-níquel. Desde 1985, estas monedas también fueron emitidas por cada estado. Los diseños de esta serie se muestran a continuación:
En 1985, se introdujeron también monedas de 5, 25, 50 y 100 francos para su uso en Guinea Ecuatorial, con el nombre del país y la denominación en español.
En 2006 se introdujo un nuevo cono monetario que incluía un formato bimetálico para la moneda de 100 francos.
| Denominación | Emisión | Metal    | Metal    | Forma    | Diámetro (mm) | Peso (g) | Canto                | Anverso                                                       | Reverso                                                      |
| Denominación | Emisión | Anillo   | Centro   | Forma    | Diámetro (mm) | Peso (g) | Canto                | Anverso                                                       | Reverso                                                      |
| ------------ | ------- | -------- | -------- | -------- | ------------- | -------- | -------------------- | ------------------------------------------------------------- | ------------------------------------------------------------ |
| 1 franco     | 2006    | Acero    | Acero    | Circular | 15,00         | 1,65     | Liso                 | Valor facial 1 FRANC Café, sorgo... CEMAC año de acuñación    | Valor facial 1 FCFA BANQUE DES ÉTATS DE L'AFRIQUE CENTRALE   |
| 2 francos    | 2006    | Acero    | Acero    | Circular | 18,00         | 2,45     | Liso                 | Valor facial 2 FRANCS Café, sorgo... CEMAC año de acuñación   | Valor facial 2 FCFA BANQUE DES ÉTATS DE L'AFRIQUE CENTRALE   |
| 5 francos    | 2006    | Cu+Ni+Zn | Cu+Ni+Zn | Circular | 16,00         | 2,40     | Estriado             | Valor facial 5 FRANCS Café, sorgo... CEMAC año de acuñación   | Valor facial 5 FCFA BANQUE DES ÉTATS DE L'AFRIQUE CENTRALE   |
| 10 francos   | 2006    | Cu+Ni+Zn | Cu+Ni+Zn | Circular | 18,00         | 3,00     | Estriado             | Valor facial 10 FRANCS Café, sorgo... CEMAC año de acuñación  | Valor facial 10 FCFA BANQUE DES ÉTATS DE L'AFRIQUE CENTRALE  |
| 25 francos   | 2006    | Cu+Ni+Zn | Cu+Ni+Zn | Circular | 22,70         | 4,25     | Estriado             | Valor facial 25 FRANCS Café, sorgo... CEMAC año de acuñación  | Valor facial 25 FCFA BANQUE DES ÉTATS DE L'AFRIQUE CENTRALE  |
| 50 francos   | 2006    | Acero    | Acero    | Circular | 21,90         | 5,00     | Estriado             | Valor facial 50 FRANCS Café, sorgo... CEMAC año de acuñación  | Valor facial 50 FCFA BANQUE DES ÉTATS DE L'AFRIQUE CENTRALE  |
| 100 francos  | 2006    | Cu+Ni+Zn | Cu+Ni    | Circular | 24,00         | 6,00     | Estriado             | Valor facial 100 FRANCS Café, sorgo... CEMAC año de acuñación | Valor facial 100 FCFA BANQUE DES ÉTATS DE L'AFRIQUE CENTRALE |
| 500 francos  | 2006    | Cu+Ni    | Cu+Ni    | Circular | 26,00         | 8,00     | Estriado discontinuo | Valor facial 500 FRANCS Café, sorgo... CEMAC año de acuñación | Valor facial 500 FCFA BANQUE DES ÉTATS DE L'AFRIQUE CENTRALE |